# Darkovský most
Die Darkovský most ist eine Brücke über die Olsa im Stadtteil Lázne Darkov (Bad Darkau) von Karviná (Karwin) im Moravskoslezský kraj im Osten Tschechiens. Sie wird heute nur noch von Fußgängern und Radfahrern benutzt.
Ihr offizieller Name ist Most Sokolovských hrdinů (Brücke der Helden von Sokolow), mit dem an die Schlacht von Sokolow am 8. und 9. März 1943 erinnert wird. Im Verlauf der dritten Schlacht bei Charkow (1943) wurde die Wiedereroberung von Charkiw durch die Wehrmacht verzögert, wobei die Rote Armee erstmals gemeinsam mit einer ausländischen Einheit kämpfte, der 1. Tschechoslowakischen Brigade unter dem Kommando von Ludvík Svoboda.
Die ursprünglich schlicht Olzabrücke genannte Stahlbeton-Bogenbrücke wurde in den Jahren 1922 bis 1925 nach dem außergewöhnlichen Entwurf des Wiener Ingenieurs Franz Rabe erbaut.
Sie ist 55,8 m lang und 5,6 m breit. Ihr Fahrbahnträger ist mit betonummantelten Hängern von den 6,25 m hohen Betonbögen abgehängt. Zur Versteifung sind zwischen diesen Bögen drei Vierendeelträger mit einem senkrechten mittleren Stab angeordnet.
Die Brücke wurde 1989 unter Denkmalschutz gestellt.
Nach dem Oderhochwasser 1997 wurden die Deiche erhöht und deshalb die Brücke angehoben und saniert. Seitdem ist sie nicht mehr unmittelbar mit der Straße verbunden und nur noch von Fußgängern und Radfahrern zu benutzen.
Die Brücke wurde als achte einer zwischen 2011 und 2015 von der Česká národní banka, der Tschechischen Nationalbank herausgegebenen zehnteiligen Münzserie abgebildet.